# 泉州タオル
泉州タオル（せんしゅうタオル）は、大阪府の泉州地域で生産されるタオルの総称。

## 概要
繊維産業が盛んな泉州地域のなかでも、タオルの生産は南部の泉南地域、泉佐野市を中心に行われている。製織後に精練漂白をする後晒（あとざらし）タオルが主で、吸水性に優れ、独特のソフトな風合いなどの特徴がある。JAPANブランド育成支援事業の認定を受けている。
現在、一般消費者への知名度向上を目指す「泉州タオル」とプレミアムブランドを目指す「泉州こだわりタオル」とを使い分け、戦略的なブランド化に向けた取組みを展開している。
泉州タオルは国内タオル生産量の47%を占めており、泉佐野市は大阪タオル工業組合の本拠地でもあり、市内に直営ショップがある。

## 歴史
- 1885年（明治18年） 大阪で舶来雑貨商を営む新井末吉がドイツ製タオルを入手し、日本でも大いに需要が見込めるとして、日根郡佐野村の白木綿業者、里井圓治郎にその製織の研究を奨める。
- 1887年（明治20年） 里井圓治郎が筬「おさ」のテリーモーションを利用して輪奈（パイル）をつくる「打出機」を考案し、現製織方法のタオル製織に成功。その製品をカルキで晒したことから、国産初の後晒しタオルが誕生した。
- 1906年（明治39年） タオル同業者25名が集まり、タオルの発明者である里井圓治郎が初代会長となった「佐野タオル共同会」が発足した。
- 1928年（昭和3年）8月 同業者75名の同意を得て「佐野タオル工業組合」が設立認可を得る。
- 1952年（昭和27年） 「特定中小企業の安定に関する臨時措置法」の施行で、タオルは指定業種に認定される。ただちに生産調整の為の組合設置の運動が起き、「大阪タオル調整組合」が認可される。
- 1958年（昭和33年） 「大阪タオル工業組合」に名称が変更される。
- 1977年（昭和52年） 大阪タオル振興協議会が設立。関係市町（泉佐野市・熊取町・泉南市）・泉佐野技術センター・商工会議所・商工会・関連加工業・関係諸団体と大阪タオル工業組合が一体となり、産地振興・発展を目指す。
- 1989年（平成元年） タオル王国OSAKAが設立。産地マークとして商標登録も行う。
- 1993年（平成5年） 産地事業として、メーカーと関連加工企業、外部デザイナーや研究機関との連携により、泉州タオル産地独自の企画商品の開発を目指した研究開発を実施。
- 2006年（平成18年） JAPANブランド育成支援事業の認定を受ける。（大阪府下では初）

## 特徴
一般的なタオルの製造過程では、糸切れやすべりをよくするなどタオルを織りやすくするために、ノリやロウをつけて強さを増した綿糸を用いる。このノリやロウ、綿糸にもともと付着している油分や不純物をきれいに全て取り除くには、漂白・水洗いする「さらし」の工程が必要とされるが、泉州タオルの製造工程ではタオルを織り上げた後でさらしを行なっている（後晒し（あとざらし）工法）。そのため一般のタオルよりも繊維の吸水性や通気性が優れており、肌ざわりが良い。
当初は、肌触りがよく保温性・通気性に優れていたこと、当時は高価であったことなどから、主に襟巻として用いられていた。近年では安価な海外製品の影響により苦境に立たされていたが、薬品をほとんど使わないタオルを製品化するなどの改良を重ね、品質の高さから企業の贈答品向けの生産などが増えている。

## その他
- 毎年8月の最終日曜日を「泉州タオルの日」と定めており、関西国際空港などの各地で周知キャンペーンやセール等が行われている。
- 泉佐野市立地場産業支援センターは、ネーミングライツで「泉州タオル館」という愛称である。2013年（平成25年）4月から10年間[4]
- イメージキャラクターは「たおりん」[5]。ただし泉州タオルだけでなく、泉州ブランド事業（タオル・農業）のキャラクター。
- 大阪府泉佐野市のイメージキャラクターであるイヌナキンは、常に腰に泉州タオルを巻いているという設定。